# Засоби індивідуалізації
Засоби індивідуалізації товарів та учасників господарського обігу (скорочено «засоби індивідуалізації» або «ЗІ») — група об'єктів інтелектуальної власності, зокрема: знаки для товарів та послуг або торговельні марки, зазначення походження товару, комерційні найменування та промислові зразки, що використовуються для того, щоб відрізнити один товар або учасника господарського обігу від іншого.
Засоби індивідуалізації є матеріальним вираженням таких нематеріальних активів підприємства як гудвіл, ділова репутація та лояльність споживачів. Засоби індивідуалізації є ключовим активом у портфелях інтелектуальної власності підприємств, діяльність яких заснована на активній маркетинговій стратегії.